# Lorian Swamp

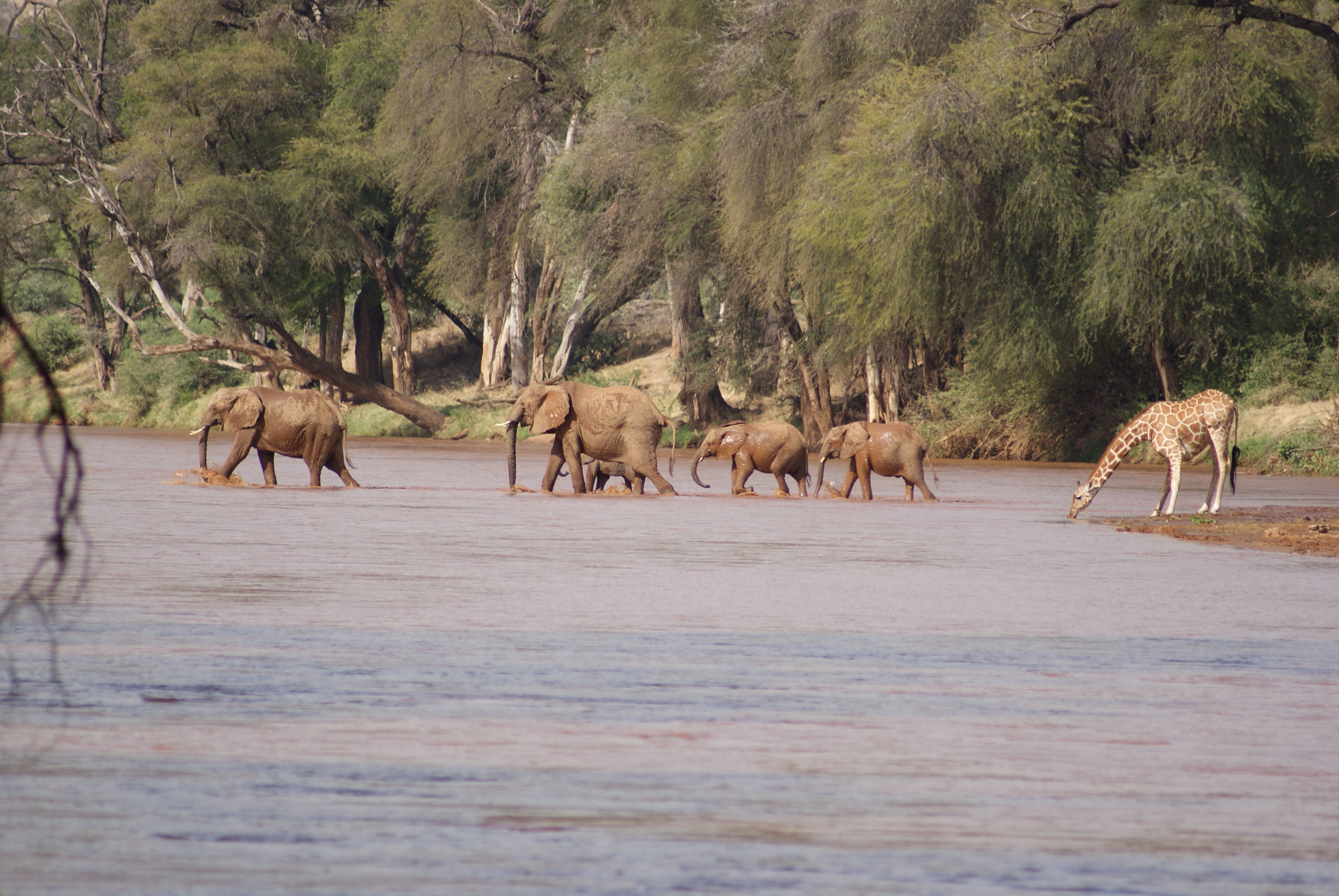
Elephanten überqueren den Uaso Nyiro im Samburu Park, Kenia.

Lorian Swamp ist ein Sumpf am Fluss Uaso Nyiro in Wajir County, Kenia. 

## Geographie
Die Sumpfzone erstreckt sich über eine Länge von 196 km und erreicht eine Breite bis zu 25 km auf einer Höhe von ca. 300 m über dem Meeresspiegel. Insgesamt umfasst das Gebiet ca. 231.000 ha.
Außer dem Zufluss durch den Uaso Nyiro erhält der Sumpf auch periodisch Zufluss durch Wadis aus dem Südwesten und Nordosten.
Das Gebiet liegt ansonsten in einer ariden Zone.
Jährlicher Niederschlag beträgt zwischen 180 und 250 mm, wechselt aber jährlich seh stark. Entsprechend der Niederschläge ändert sich auch die Ausdehnung des Sumpfes von Jahr zu Jahr.
Verdunstungsraten liegen bei bis zu 2.600 mm pro Jahr und es kann vorkommen, dass der Sumpf fast vollständig austrocknet.
Dennoch hat das dauerhaft sumpfige Gebiet seit 1913 (150 km²) beständig abgenommen. 1962 waren es nur noch 39 km² und 1990 8 km².
Ansonsten ist über den Sumpf nur wenig bekannt. Das Umland ist schwer zugänglich und das Gebiet ist immer noch unsicher. Umweltschutz ist nicht vorgesehen.
Der Sumpf ist durch Malaria-Mücken und Trägern der Pärchenegel (Bilharzia) verseucht. Es gibt Krokodile und viele große Säugetiere der Savannen.
Aufgrund dessen gibt werden Rinder nie tief in den Sumpf getrieben. Sie werden jedoch gerne an die flachen Stellen zur Tränke geführt.